# 隙間女(幅広)
『隙間女（幅広）』（すきまおんな はばひろ）は、丸山英人による日本のライトノベル。イラストはミヤスリサが担当。第15回電撃小説大賞電撃文庫MAGAZINE賞受賞作。電撃文庫（アスキー・メディアワークス）より2010年7月に刊行された。

## 登場人物
隙間女（幅広）
針美（はりみ）
ある日、琢海の部屋のタンスと壁の間にちゃっかり挟まっていた隙間女。人間と同じ食べ物を食べ続けた結果、隙間女としては致命的なまでに”幅広”（人間の価値観からするとモデル体型）になってしまった。
琢磨 琢海（たくま たくみ）
針美が居座る部屋に住む青年。

## 既刊一覧
- 丸山英人（著） / ミヤスリサ（イラスト） 『隙間女（幅広）』 アスキー・メディアワークス〈電撃文庫〉、2010年7月10日発売[1]、ISBN 978-4-04-868658-7